# Панайот Панайотов
Панайот Панайотов (болг. Панайот Панайотов, 30 грудня 1930 — 5 квітня 1996) — болгарський футболіст, що грав на позиції нападника. Заслужений майстер спорту Болгарії (1963)
Більшу частину кар'єри виступав за клуб ЦСКА (Софія), а також національну збірну Болгарії.

## Клубна кар'єра
У дорослому футболі дебютував 1946 року виступами за команду «Спортист» (Софія), в якій провів три сезони. 1949 року команда була розпущена, а на її основі була створена ДСО «Червено знаме», в якому Панайотов і провів наступний сезон.
Своєю грою за цю команду привернув увагу представників тренерського штабу клубу «Народна войска» (за час виступів Панайота команда неодноразово змінювала назву, останньою з яких стала ЦСКА), до складу якого приєднався 1950 року. Відіграв за армійців з Софії наступні чотирнадцять сезонів своєї ігрової кар'єри. З командою вигралв 11 чемпіонатів Болгарії та 4 Кубки Радянської армії. Він також брав участь у кількох розіграшах Кубка європейських чемпіонів, зумівши забити бодай один гол в п'яти різних розіграшах між 1957 і 1962 роками, а найкращим результатом для софійців став чвертьфінал, досягнутий у сезоні 1956/57, в якому Панайотов забив 3 голи. 2 голи В наступних двох виданнях турнірах Панайот забив по два голи, а ще по разу відзначався у розіграшах 1960/61 та 1962/63. Завершив ігрову кар'єру у команді 1964 року. За чотирнадцять років в ЦСКА він забив 68 голів у 294 матчах.

## Виступи за збірну
18 травня 1952 року дебютував в офіційних матчах у складі національної збірної Болгарії в товариській грі проти Польщі (1:0), а вже влітку того ж року поїхав з командою на Олімпійські ігри 1952 року у Гельсінкі, де зіграв в одному матчі. На наступному футбольному турнірі Олімпійських ігор 1956 року у Мельбурні Панайотов зіграв вже у трьох матчах, а команда здобула бронзові нагороди.
Згодом у складі збірної був учасником чемпіонату світу 1962 року у Чилі, але на поле не виходив.
Всього протягом кар'єри у національній команді, яка тривала 9 років, провів у її формі 45 матчів, забивши 5 голів.

## Досягнення

### Клубні
- Чемпіон Болгарії (11): 1951, 1952, 1954, 1955, 1956, 1957, 1958, 1958–59, 1959–60, 1960–61, 1961–62
- Володар Кубка Болгарії (4): 1951, 1954, 1955, 1960–61

### Збірна
- Бронзовий олімпійський призер: 1956